# Süllberg (Hamburg)
Der Süllberg (ursprünglich „Sollenberge“) im Hamburger Stadtteil Blankenese ist mit 74,6 m ü. NHN Höhe eine der höchsten Erhebungen in der Hansestadt. Er prägt mit seiner markanten Silhouette das öffentliche Bild des Stadtteils und wird vielfach als Hausberg Hamburgs bezeichnet. Auf seinem Gipfelplateau wurde zweimal eine Burg errichtet. Heute steht dort ein Hotel mit Restaurant.

## Lage und Beschreibung
Der Süllberg ist Teil des Blankeneser Elbhangs und liegt rund 250 m nördlich des Elbstrands. Benachbarte Erhebung im Nordwesten ist der Waseberg (87 m ü. NHN). Das Gipfelplateau und der Elbstrand sind durch das aus knapp 5000 Stufen bestehende sogenannte Treppenviertel verbunden. Es ist baulich über mehrere Jahrhunderte gewachsen mit Gebäuden aus unterschiedlichen Stilepochen. Die Bebauung besteht überwiegend aus weißen Villen und Häusern mit meist ein bis drei Vollgeschossen.

## Mittelalter
Im 11. Jahrhundert ließ Adalbert I., der Erzbischof von Hamburg und Bremen, den dicht bewaldeten Süllberg roden und aus dem Holz eine Burg erbauen, die zur Sicherung der Fährverbindung über die Elbe dienen sollte. Es  wurde auch eine Propstei errichtet. Die Burg wurde nach kurzer Zeit zerstört. 1258 ließen die Grafen von Schauenburg und Holstein, die Brüder Johann I. und Gerhard I., eine neue Burg, ebenfalls zur Sicherung der Fährverbindung, errichten, die 1262 wieder abgerissen wurde.

## Besiedlung

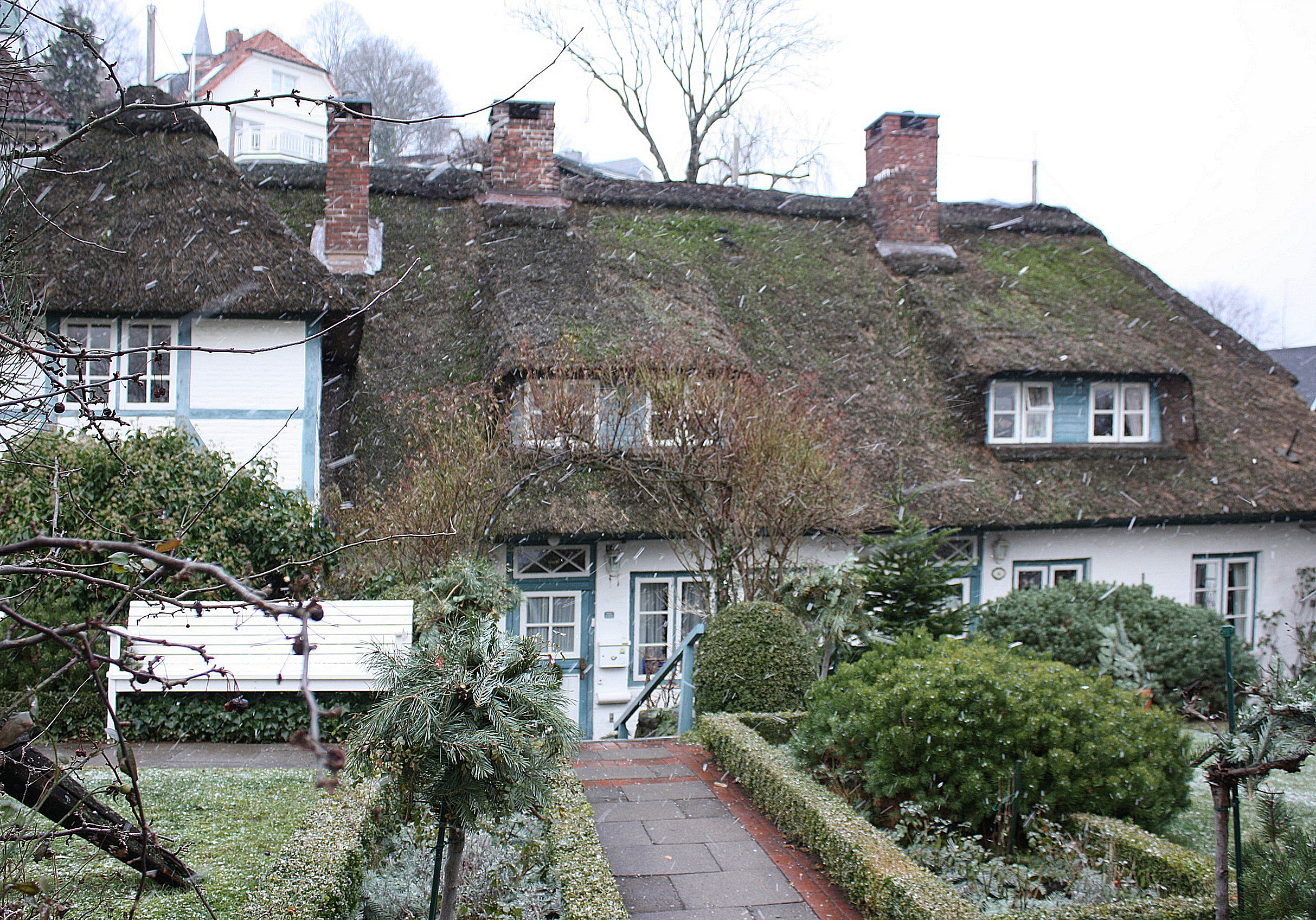
Reetdachhaus am Fuße des Süllbergs

Der Blankeneser Elbhang einschließlich des Süllbergs ist eines der ältesten Siedlungsgebiete im Hamburger Raum. Seine Besiedlung begann im 16. Jahrhundert. Noch heute stehen im Treppenviertel, das sich über den Hang erstreckt, denkmalgeschützte Häuser aus dem 18. und  19. Jahrhundert. Die ältesten erhaltenen Häuser stammen aus der ersten Hälfte des 18. Jahrhunderts. Es sind Backsteinfachwerkbauten mit Reetdach, insbesondere Doppelhäuser für zwei Familien („Tweehuus“) oder Dreifachhäuser für drei Familien („Dreehuus“). Wohnhäuser im biedermeierlichen Stil vom Anfang des 19. Jahrhunderts verdeutlichen den wirtschaftlichen Aufschwung durch die Seeschifffahrt.

## Gastronomiebetrieb
Seit 1837 befindet sich auf dem Gipfelplateau ein Ausflugslokal. Zunächst gab es nur einen Milchausschank. Etwa 1840 wurde ein Restaurant eröffnet. 1850 kam ein hölzerner Aussichtsturm hinzu. Ab 1887 wurden der heute noch bestehende 20 m hohe steinerne Aussichtsturm und die Gästeterrassen errichtet. Etwa 1890 entstand eine Remise. In der Folgezeit nahm die HADAG am Elbufer in der Nähe des Süllbergs eine Landungsbrücke in Betrieb („Blankenese Süllbergbrücke“). Um etwa 1900 wurde ein Hotel mit zehn Doppelzimmern errichtet. Die in diesem Zuge entstandene Silhouette blieb bis 1994 in etwa erhalten.
Im Jahr 1990 wurde das Gipfelplateau nebst angrenzenden Grundstücken, die sich bis dahin über mehrere Generationen im Familienbesitz befanden, an den Projektentwickler Roland Ernst verkauft. Er ließ den Gastronomiebetrieb 1994 schließen und plante dessen Abriss, um nach ersten Überlegungen ein Kongresshotel, nach geänderten Plänen dann Luxuswohnungen zu errichten. Eine Bürgerinitiative, die mehr als 25.000 Unterschriften gegen das Vorhaben sammelte und Demonstrationen organisierte, verhinderte die Umgestaltung. 1998 verkaufte Ernst das Projekt an einen Immobilienfonds, der die Wiederbelebung des Süllberg-Plateaus vorantrieb. Nach mehrjährigen Sanierungsarbeiten konnte 2002 ein Hotel nebst Restaurant wieder eröffnet werden. 2010 übernahm der Hamburger Unternehmer und frühere Präses der Handelskammer Hamburg Peter Möhrle das denkmalgeschützte Gebäude-Ensemble auf dem Süllberg. Als Blankeneser fühlte er sich dem Ort besonders verbunden. Eigentümerin war die von ihm gegründete Holding. Das Restaurant wurde von dem Sternekoch Karlheinz Hauser bis Ende 2021 betrieben. Im November 2021 hat die Agrar Terminal Peter Rothe AG die Immobilie übernommen. Pächter der Gastronomie ist nunmehr Vincenzo Vazzano.

## Galerie

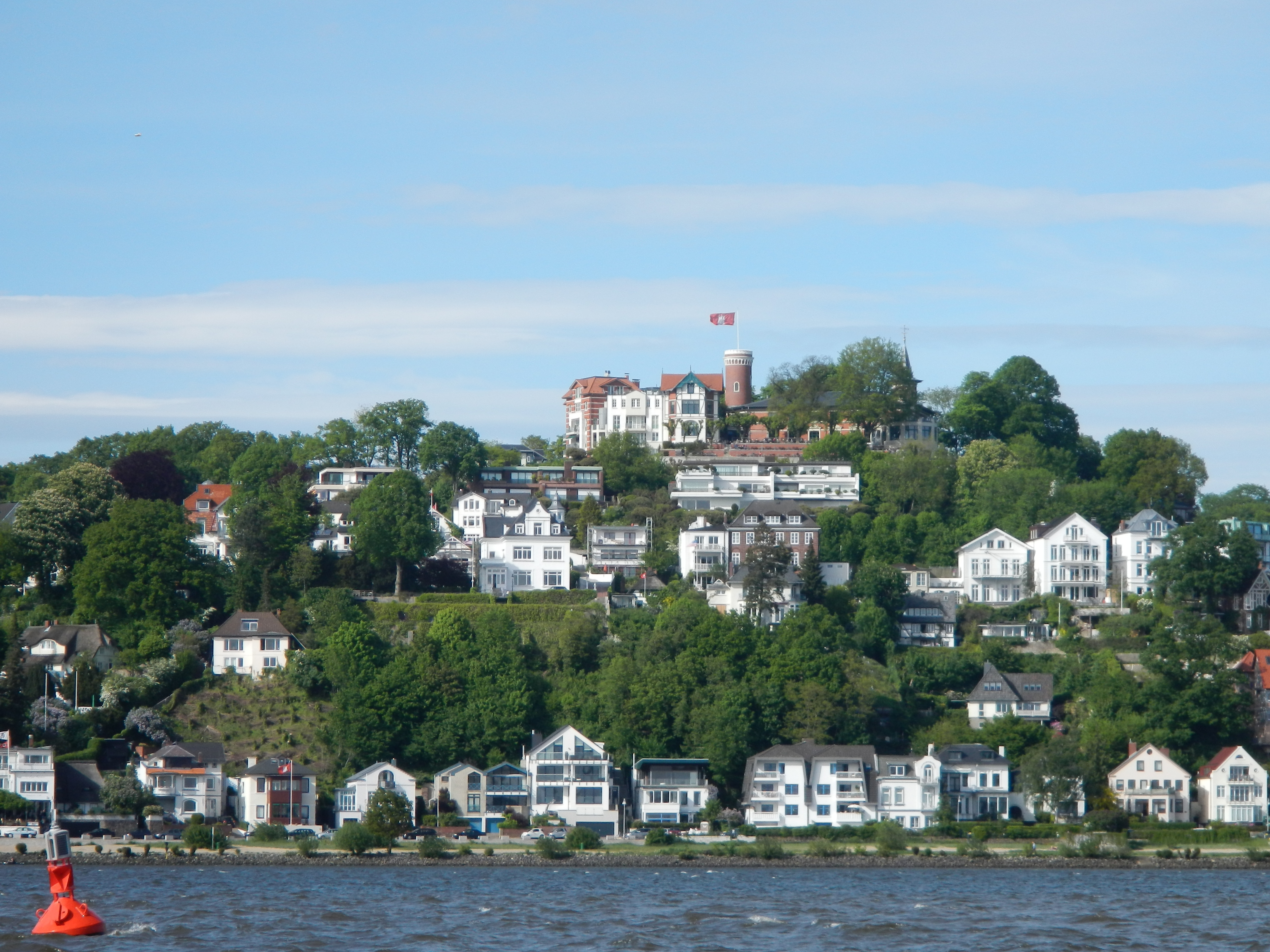
Das Treppenviertel rund um den Süllberg
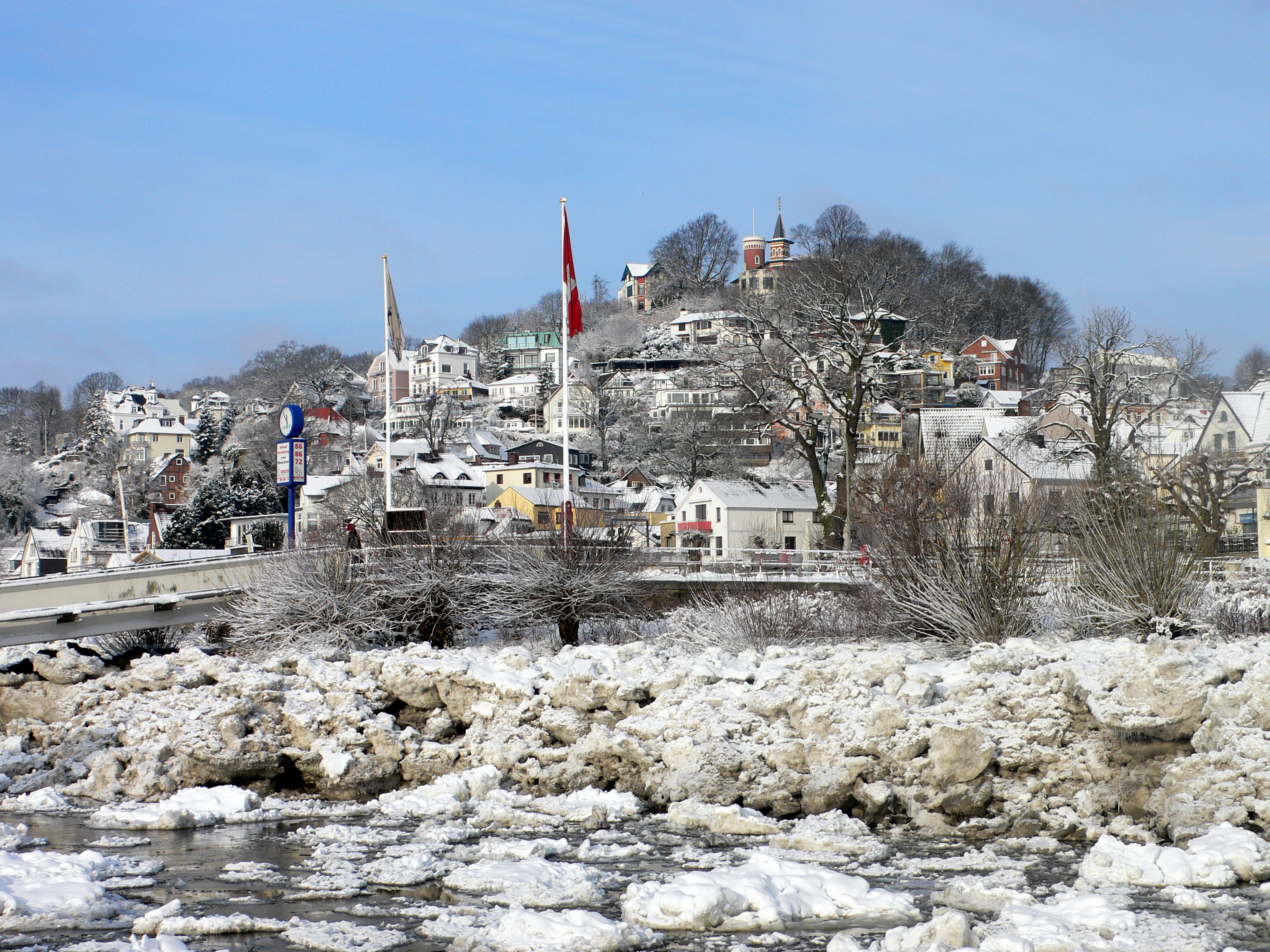
Der Süllberg im Winter
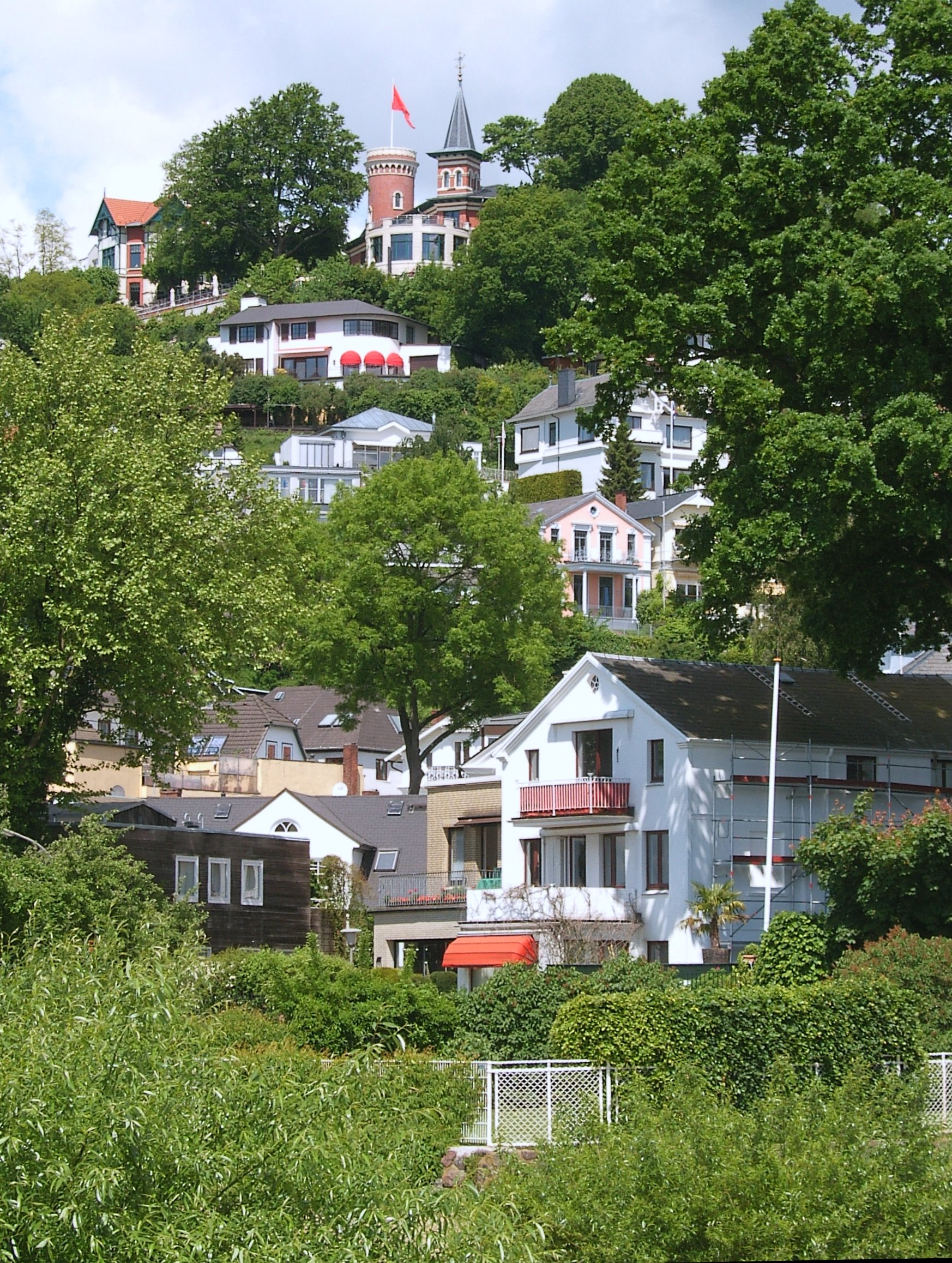
Restaurant mit Aussichtsturm
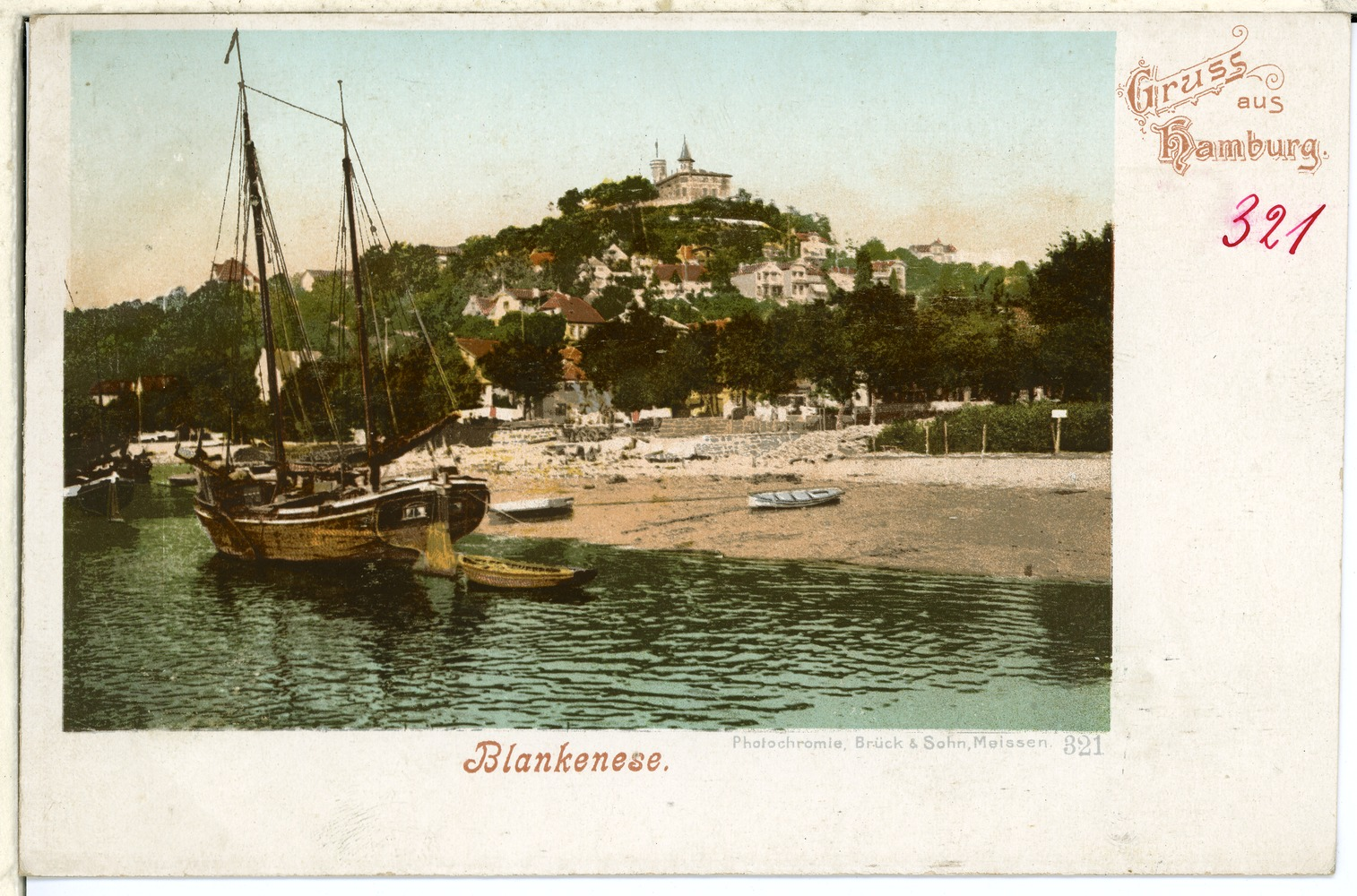
Historische Ansichtskarte (1898)
Alma del Banco: Blick von der Süllbergterrasse auf die Elbe (1918)